# Roland R-8

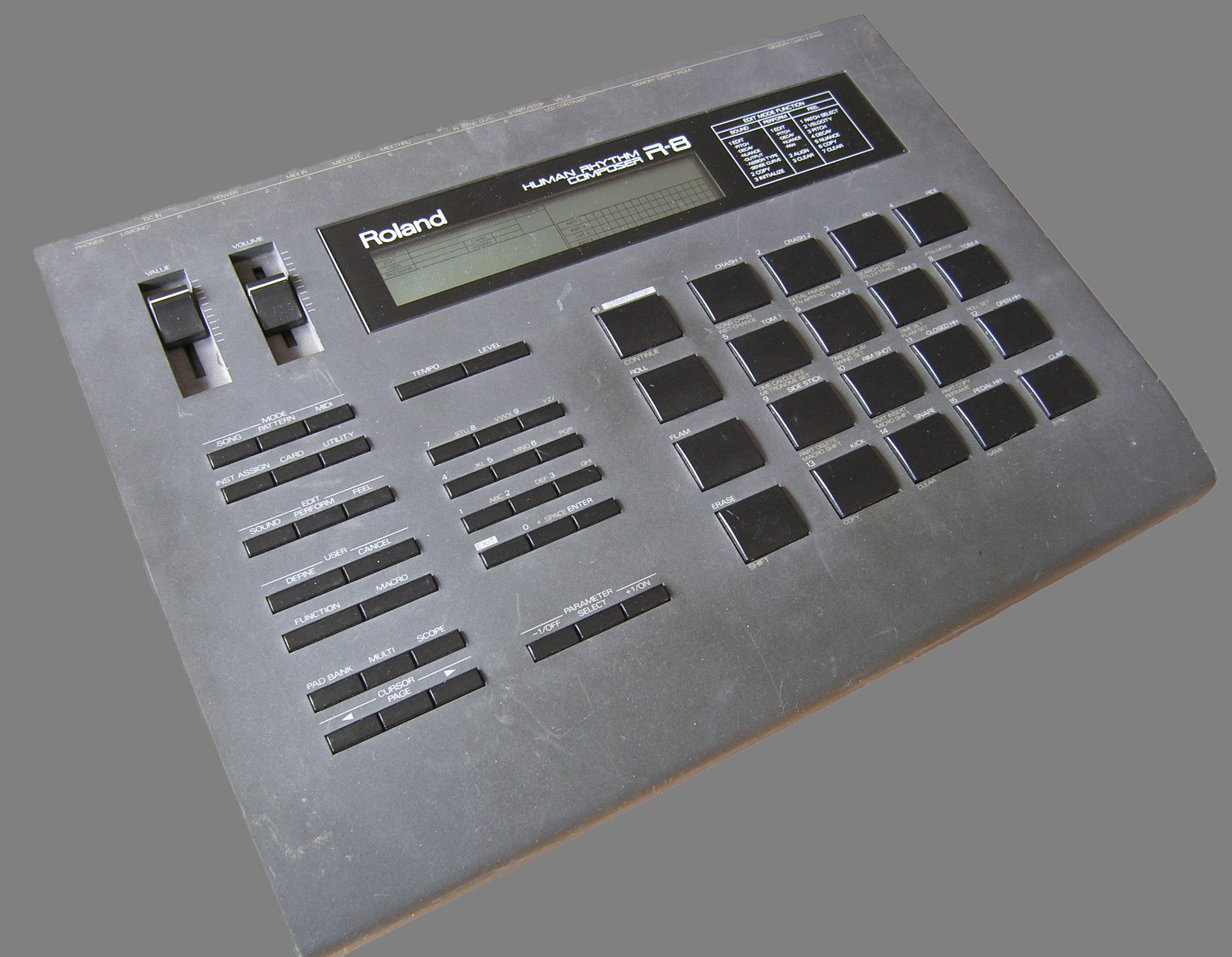
Драм-машина Roland R-8

Roland R-8 Human Rhythm Composer  (рус. Созда́тель челове́чных ри́тмов ) — японская цифровая драм-машина, выпущенная компанией Roland в 1989 году. Содержит 68 перкуссионных инструментов в ПЗУ (дополнительно 26 копии и ещё 26 на карте памяти) с частотой сэмплирования 16бит/44кГц, полифонию 32 голоса, 32 пресетных паттерна, 100 пользовательских с различными функциями нюансов живой игры и вариациями, 10 песен, расширенные возможности редактирования паттернов и звуков, пэды с реакцией на силу удара и 5 банков наборов ударных, темп 20-250, 8 индивидуальных моно выходов, стерео выход, вход для педали, 2 разъёма под ROM/RAM карты, миди, синхронизация, наушники, вес 3кг, внешний адаптер питания.